# Ngrajek
Ngrajek is een bestuurslaag in het regentschap Magelang van de provincie Midden-Java, Indonesië. Ngrajek telt 2976 inwoners (volkstelling 2010).